# Flines-lez-Raches
Flines-lez-Raches is een gemeente in het Franse Noorderdepartement (Frans: département du Nord). De gemeente telde 5.677 inwoners op 1 januari 2022.

## Geschiedenis
In Flines, behorend tot het graafschap Vlaanderen, stichtte Margaretha van Constantinopel de Abdij van Flines waarin enkele graven van Vlaanderen, waaronder zijzelf en Gwijde van Dampierre werden begraven.
De gemeente heette kortweg Flines tot de naam in 1848 werd uitgebreid tot Flines-lez-Raches.
Tot in maart 2015 behoorde de gemeente tot het kanton Douai-Nord. Op 22 maart van dat jaar werden de kantons van Douai opgeheven en werd de gemeente toegevoegd aan het kanton Orchies.

## Bezienswaardigheden

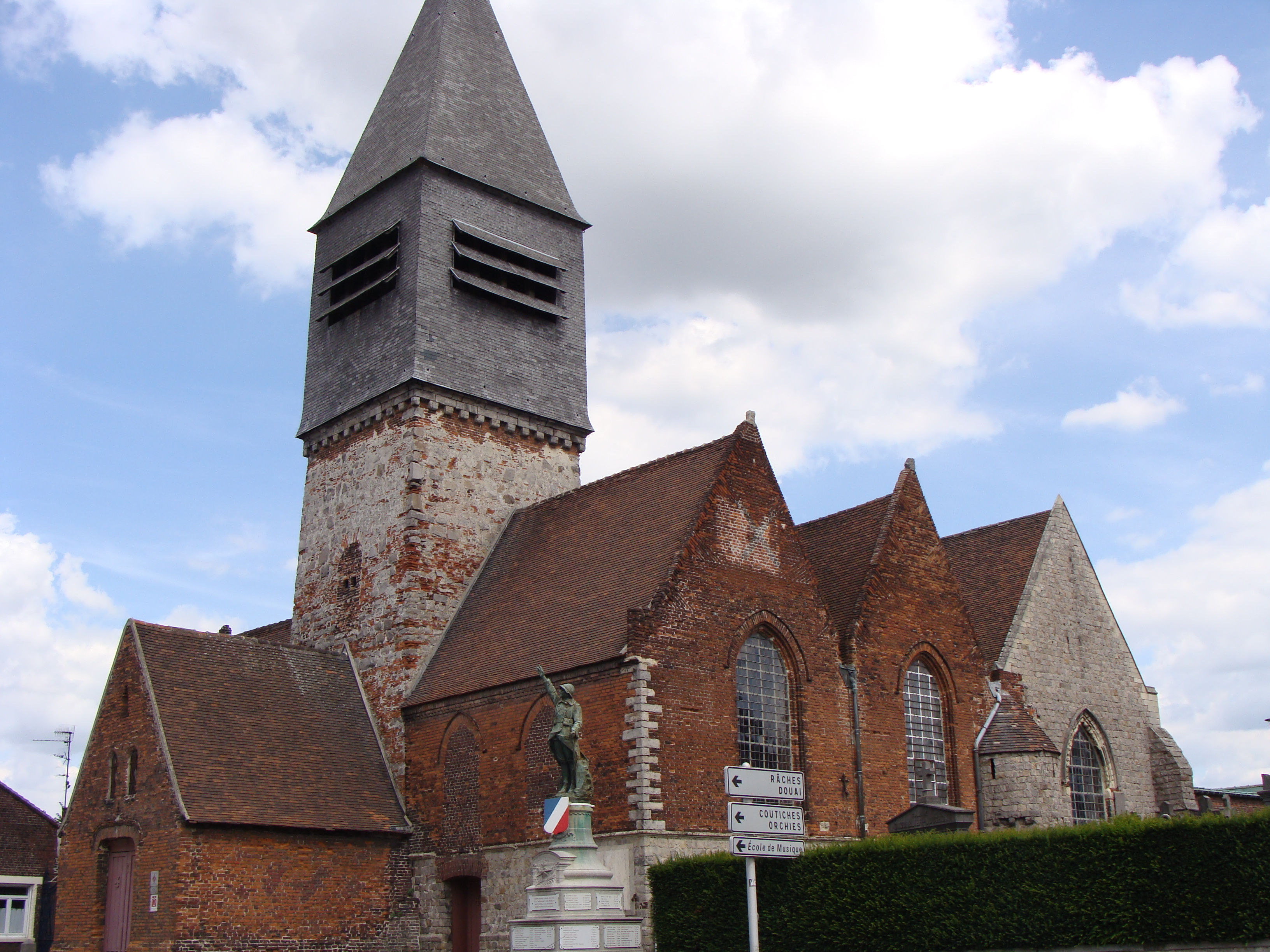
Église Saint-Michel

- De Église Saint-Michel, in 1921 geklasseerd als monument historique
- Op het kerkhof van Flines-lez-Raches bevinden zich twee Britse oorlogsgraven, een uit de Eerste en een uit de Tweede Wereldoorlog.

## Geografie
De oppervlakte van Flines-lez-Raches bedroeg op 1 januari 2022 19,22 vierkante kilometer; de bevolkingsdichtheid was toen 295,4 inwoners per km².

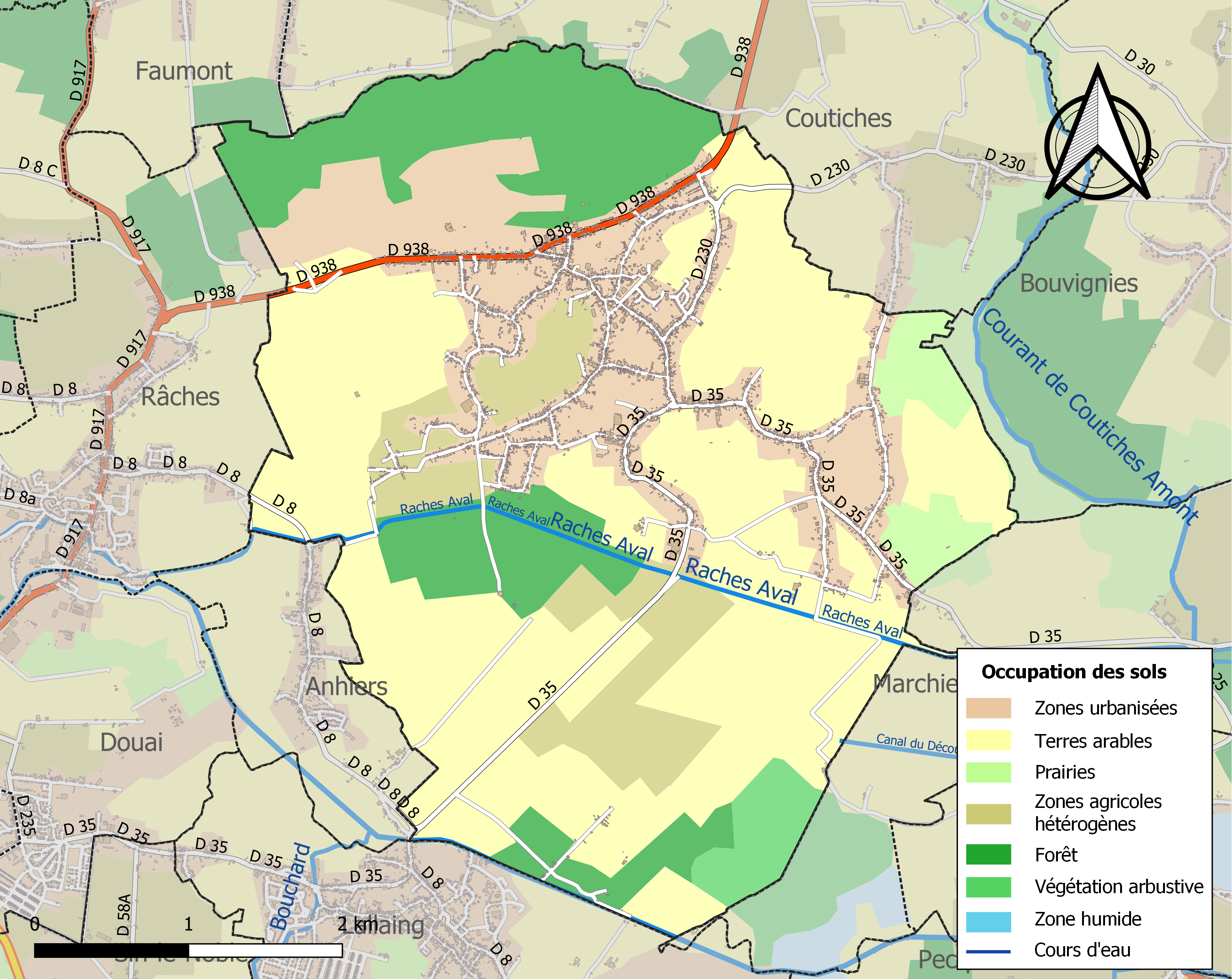
Kaart van de gemeente met belangrijkste infrastructuur, bodemgebruik en omliggende gemeenten

## Demografie
Onderstaande figuur toont het verloop van het inwonertal (bron: INSEE-tellingen).

Aix-en-Pévèle · Anhiers · Auby · Auchy-lez-Orchies · Beuvry-la-Forêt · Bouvignies · Coutiches · Faumont · Flines-lez-Raches · Landas · Nomain · Orchies · Râches · Raimbeaucourt · Roost-Warendin · Saméon